# 五穀震旦光介
五穀震旦光介（学名：Sinoradimella wukua）为半花介科震旦光介屬下的一个种。